# ペア碁
ペア碁（ペアご）は、滝久雄によって創案された囲碁の新しい楽しみ方である。白黒双方とも二人の打ち手がチームを組み、交互に着手する形式を取る。「ペア碁」および「PAIR GO」は、日本ペア碁協会の登録商標である。

## 概要
ペア碁は、男女のペア同士が一面の共通の碁盤を用いて、黒番の女性、白番の女性、黒番の男性、白番の男性の順で交互に打つという試合方式がとられる。ペア碁の正式ルールでは、味方同士でも相談することは許されない。勝つためには、パートナーとの意思の疎通、お互いのミスをカバーし合う気遣いなども必要である。
同性同士がペアを組んで戦うことも可能だが、日本ペア碁協会の正式ルールでは「男女がペアを組む」と規定されており、一般にも普及・交流の目的などから、男女ペアで行われることが多い。
現在では、アマチュアやプロ棋士を対象とした国際棋戦や国内棋戦も行われ、国際大会でも正式種目として採用されている。また、広い世代へのアプローチを目的として、日本ペア碁協会が主催する各ペア碁大会では併催イベントとして「ベストドレッサー賞」が実施されている。

## ルール
「日本ペア碁協会」の定める「ペア碁」の正式ルールは以下の通りである。
- 男女がペアを組み、同じチームの男女は碁盤の同じ側に並んで座る。また、同性同士が向かい合うように着席する。
- 男女交互に着手する。最初の着手は黒番女性が行い、以下白番女性→黒番男性→白番男性→黒番女性→……の順に着手を行う。
- ペア同士で、着手について相談・アドバイスを行ってはならない。投了・着手順番の確認のみ、会話が許される。
- 投了の意思確認は手番の対局者がパートナーに対して行い、パートナーは諾否のみを述べることができる。
- 着手順番を間違えた場合、直前の着手に対してのみ指摘ができる。順番ミスがあった場合、石を置き直すことはせず、間違えたチームに対して3目のペナルティが科される。
- パートナー間で不当な情報交換が認められた場合、違反者（ペア）は、反則負けとなる。
- 着手が連続して放棄（パス）である場合は、「対局停止」となる。

またアマチュアのペア碁大会で実施されているハンデ戦は、ペアそれぞれの段級位を足して２で割ったポイント（ペアポイント）を算出し、対戦ペアとの差でハンデを付けて対局を行う。
「ペア碁」規約は、日本語、英語、中国語、韓国語、スペイン語の5ヶ国語で記載されている。なお、「ペア碁」のルールが定まったのは、創案の翌年の1991年であり、吉國一郎日本ペア碁協会名誉会長が監修を行った。

## 大会
その年のアマチュアのペア碁世界一を決める「国際アマチュア・ペア碁選手権大会」が1990年から毎年開催されている。1994年からは日本棋院・関西棋院に所属する男女トッププロ棋士を対象として「プロ棋士ペア碁選手権戦」という国内プロ棋戦が行われている。2008年にはマインドスポーツの公式種目に、2010年には「広州アジア競技大会」で競技種目、2011年にはIOC承認「スポーツアコードワールドマインドゲームズ」で正式種目となる。国際プロ棋戦として、2010年に中国杭州市にて「ペア碁ワールドカップ2010」が、2016年には「ペア碁ワールドカップ2016東京」、翌2017年から2019年には、「世界ペア碁最強位戦」が、2019年には「ペア碁」創案30年を記念する国際大会が開催された。現在では世界75カ国・地域（2019年10月時点）でプレーされている。2022年3月17～21日には世界のプロ棋士やアマチュアが参加する「ペア碁ワールドカップ2022ジャパン」が開催された。
また、IMSA （国際マインドスポーツ協会）主催のマインドスポーツの大会にもペア碁が採用されている。

## 創案
ペア碁の発想の元となったのは、古くから存在した対局形式「連碁」（双方数人ずつがチームを組み、交代で着手する）である。たとえば1837年（天保八年）には、土屋秀和・竹川弥三郎（先番五目コミ）対太田雄蔵・服部正徹の、2対2の連碁が打たれている。
囲碁は特に右脳を使うゲームである。連碁は、エキシビションとしての楽しさはあるが、同じ進行を複数の碁盤に並べる形式では左脳を使うことになり、勝負を競うゲームとしての意味合いが薄いことから一つの碁盤を使って二人対二人で対局する「ペア碁」の構想が生まれた。
現代的なペア碁は、1990年に株式会社ぐるなびの創業者である滝久雄によって、囲碁の普及のために女性と子供の囲碁ファンを増やしたいという思いで創案された。1990年に開催された第１回大会では、石田芳夫九段が審判長を務め「ペア碁」はやってみると楽しいと称賛した。現在では世界75カ国・地域（2019年10月時点）で開催されている。

## オリンピック
ペア碁は国際的な普及も進んできている。2008年には、ペア碁の一層の国際的な普及・発展を目的として世界ペア碁協会（WPGA）が設立された。世界ペア碁協会には、2020年9月末現在75か国・地域の囲碁団体が加盟をしており、第8代ユネスコ事務局長の松浦晃一郎が会長を務めている。また、2015年には「ペア碁をオリンピック正式競技にする会」が発足。2019年10月には日本棋院、関西棋院とともに、国際的に日本の囲碁界を代表する唯一の団体として一般社団法人全日本囲碁連合が設立されるなど、将来的な囲碁とペア碁のオリンピック競技採用に向けた活動を行っている。

## 人工知能
「ペア碁」は人工知能の分野でも注目されている。ペア碁の、碁盤上の局面のみから試合相手ペアの意図を読むのみならず、味方のパートナーともコミュニケーション（会話ではなく伝達の意味）しなければならないというゲーム上の設計は、人間と人工知能間のコミュニケーション問題を考える上での基礎研究に役立つのではないかと考えられている。

## ペア碁の登場する作品
- 「群舞のペア碁」　高木ユーナ著　公益財団法人　日本ペア碁協会協力　藤沢里菜女流本因坊監修　双葉社『月刊アクション』に連載。４巻第21話で完結[15]。「ペア碁ワールドカップ2022ジャパン」特別併催：文化プログラム「ペア碁漫画展」にも出展した[16]。
  - 第2話において「ペア碁」が「囲碁」ではないことを兵闘茜が口にする[17]。
  - 第5話においてペア碁が世界の共通言語になる可能性があることを皆ウィリアム央慈七段が口にし、ペア碁によって広い世界やたくさんの人とつながれることを臨群舞が口にする[18]。
  - 第10話においてペア碁は初心者でも強い人と組むことで初心者では対局する機会がない棋力の相手とも対局できるため、囲碁に触れ合う気軽な窓口となる「囲碁界発展のための一大プロジェクトである」と皆ウィリアム央慈七段が口にする[19]。
  - 第11話においてペア碁と囲碁が似て非なるものであり、ペア碁は棋力だけではなく「ペアの呼吸」が大事であると皆ウィリアム央慈七段が口にする[19]。
  - 第13話において囲碁の普及のために華やかな衣装を着るベストドレッサー賞を連想させることを兵闘茜が口にする[19]。
  - 第16話において赤紫隊芽およびプロ棋士五段名嘉村瑚桃ペアの対局がペア碁に重要なパートナーとの心の対話であることが描かれてる[20]。
  - 第17話において在全夏が非公式大会ではペアが男女でなくてもよいが公式試合ではペアが男女でないと出られないことに不満を隠せない様子が描かれており、LGBT時代のペア碁について課題があることを示唆している。また、兵闘茜が碁は将棋と異なり男女に棋力差があり無いため、性別不問のペア碁大会もあり得ると口にする。一方、ペア碁は元々競技人口が少なかった女性や子供を増やす目的でペアが男女と定められた経緯があり、今では女性の碁打ちが増えてきているとプロ棋士五段名嘉村瑚桃が口にする[20]。
  - 第20話においてペア碁ではペア同士の相談が禁止されているため、盤面からペアの心を読むことが重要であることを皆ウィリアム央慈七段が心で唱えている[20]。
  - 第21話においてペア碁には一人では見られないが、ペアだからこそ辿り着く景色があると皆ウィリアム央慈七段の兄である陣代総慈が口にする[20]。

## ペア碁の歌
- Pair Go, My Dream

作詞：小山薫堂　作曲：平田輝　発表日：不明
- アイオイ

ペア碁ワールドカップテーマソング
作詞：小山薫堂　作曲：北山陽一、竹本健一　編曲：武部聡志、鳥山雄司　アドバイザー：松任谷正隆　歌唱：ペア碁スペラーズ（オーディションで選ばれた女性シンガー2名がゴスペラーズに加わった新ユニット）　発表日：2022年3月17日